# Камалија
Камалија је град у Пакистану у покрајини Панџаб. Према процени из 2006. у граду је живело 114.845 становника.

## Становништво
Према процени, у граду је 2006. живело 114.845 становника.
| 1981.  | 1998.  | 2006.   |
| ------ | ------ | ------- |
| 61.107 | 95.291 | 114.845 |